# Тараклія (місто)
Тараклі́я (рум. Taraclia) — місто на півдні Молдови, адміністративний центр Тараклійського району. Населення — переважно болгари.
Неподалік від міста розташований пункт пропуску на кордоні з Україною Тараклія—Болград.
1 жовтня 2004 в місті відкрився Тараклійський державний університет.

## Географія
Містом тече Балка Тараклія.

## Населення
- 13 758 (2004)
- 13 756 (2006)
- 15 006 (2010)

## Історія
За даними 1859 року у болгарській колонії Аккерманського повіту Бессарабської області мешкало 2425 осіб (1254 чоловічої статі та 1171 — жіночої), налічувалось 356 дворових господарств, існували православна церква та поштова станція.
Станом на 1886 рік у болгарській колонії Кубейської волості мешкало 3352 особи, налічувалось 530 дворових господарства, існували православна церква, школа та 4 лавки.
За переписом 1897 року кількість мешканців зросла до 5299 осіб (2698 чоловічої статі та 2601 — жіночої), з яких 5271 — православної віри.

## Уродженці
- Карамалак Петро Михайлович (* 1937) — український спортсмен, заслужений тренер України, майстер спорту з вільної та класичної боротьби, дзюдо й самбо.
- Нестерводський Василь Антонович (1882—1977) — фахівець у галузі бджільництва. Кандидат сільськогосподарських наук, доцент.
- Олімпій Панов (1852—1887) — болгарський військовий діяч.